# Icefall Nunatak (Norden)
Der Icefall Nunatak (englisch für Eisfallnunatak) ist ein Nunatak im Norden des ostantarktischen Viktorialands. In der Barker Range der Victory Mountains ragt er 1,5 km nördlich des Mount Watt auf.
Der neuseeländische Geologe Bradley Field vom New Zealand Geological Survey besuchte ihn zwischen 1981 und 1982. Er benannte den Nunatak nach den Eisfällen an seinen Flanken.